# Mick Blue
Pour les articles homonymes, voir Blue.
Mick Blue est un acteur et réalisateur de films pornographiques autrichien né le 9 septembre 1976.

## Distinctions
- AVN Awards 2017[4]
  - Performeur de l'année (Male Performer of the Year)
- AVN Awards 2016[5]
  - Performeur de l'année (Male Performer of the Year)
- AVN Awards 2015[6] :
  - Performeur de l'année (Male Performer of the Year)
  - Meilleure scène de double pénétration (Best Double Penetration Scene) pour Anikka 2 (avec Anikka Albrite et Erik Everhard)
  - Meilleure scène de sexe de groupe (Best Group Sex Scene) pour Gangbang Me (avec  A.J. Applegate, John Strong, Erik Everhard, Mr. Pete, Ramon Nomar, James Deen et Jon Jon)
  - Meilleure scène de triolisme homme/homme/femme (Best Three-Way Sex Scene Boy/Boy/Girl) pour Allie (avec Allie Haze et Ramón Nomar)
  - Scène de sexe la plus scandaleuse (Most Outrageous Sex Scene) pour Gangbang Me (avec Adriana Chechik, Erik Everhard et James Deen)
- AVN Awards 2014[7] :
  - Meilleure scène de sexe anal (Best Anal Sex Scene) pour Anikka (avec Anikka Albrite)
  - Meilleure scène de sexe de groupe (Best Group Sex Scene) pour The Gang Bang of Bonnie Rotten (avec Bonnie Rotten, Karlo Karrera, Tony DeSergio et Jordan Ash)
- AVN Awards 2013[8] :
  - Meilleure scène de double pénétration (Best Double Penetration Sex Scene) pour Asa Akira is Insatiable 3 (avec Asa Akira et Ramon Nomar)
  - Meilleure scène de sexe de groupe (Best Group Sex Scene) pour Asa Akira Is Insatiable 3 (avec Asa Akira, Erik Everhard et Ramón Nomar)
  - Meilleure scène de triolisme homme/homme/femme (Best Three-Way Sex Scene Boy/Boy/Girl) pour Lexi (avec Lexi Belle et Ramón Nomar)
- AVN Awards 2012[9] :
  - Meilleure scène de double pénétration (Best Double Penetration Scene) pour Asa Akira is Insatiable 2 (avec Asa Akira et Toni Ribas)
  - Meilleure scène de triolisme homme/homme/femme (Best Three-Way Sex Scene Boy/Boy/Girl) pour Asa Akira Is Insatiable 2 (avec Asa Akira et Toni Ribas)
- XRCO Awards 2015[10] :
  - Performeur de l'année (Male Performer of the Year)
- XBIZ Awards 2015[11] :
  - Meilleure scène dans un film non-scénarisé (Best Scene - Non-Feature Release) pour Gangbang Me (avec Adriana Chechik, James Deen, Erik Everhard, Criss Strokes et John Strong)
- XBIZ Awards 2022[12]:
  - Artiste masculin de l'année (Male Performer of the Year)